# Palau dels Sorells
|  | Aquest article tracta sobre el Palau d'Albalat. Si cerqueu l'antic Palau de València, vegeu «Palau de Mossén Sorell». |

El Palau dels Sorells és un palau senyorial del municipi d'Albalat dels Sorells (Horta Nord), al País Valencià. L'edifici està protegit sota la figura de Bé d'Interés Cultural des de 1985.

## Història
Consta que ja existia una residència en el segle xiv, quan Berenguer de Codinats, Mestre Racional de la Corona, va adquirir l'alqueria d'Albalat i la va anomenar Albalat de Codinats. Però hi ha elements decoratius que situen l'obra en un segle xv avançat, quan Tomás Sorells i Segarriga va comprar el senyoriu d'Albalat. Les obres i reformes de l'edifici se succeïxen en el temps de manera que en l'actualitat presenta una gran amalgama d'estils i de fàbriques que dificulten enormement la seua lectura original.

## Descripció
Residència nobiliaria rural de l'edat mitjana de caràcter fortificat, té una planta rectangular amb sengles torres sobre els angles i un pati central al voltant del qual es disposen quatre cruixies amb diversos salons i dependències. Estava rodejat d'un extens hort excepte pel costat que dona a una plaça. Destaca la galeria i escala de pedra que descansa sobre un arc de gran factura al pati central, una portada d'arc de mig punt a la façana principal, construït amb grosses dovelles de pedra; i els finestrals gòtics, encara que molts no són originals. Els sostres són simples, com correspon al gòtic de València i Catalunya. La coberta de l'edifici és inclinada cap a l'exterior i de teula moruna.
L'edifici té 22 metres de costat per 13 metres d'altura, amb torres de 18 metres. Junt amb el Palau d'Alaquàs és l'edifici senyorial rural més important de l'horta valenciana.
Es troba en bon estat de conservació tot i que les darreres obres de restauració i adaptació per a allotjar les dependències municipals han desvirtuat l'edifici.